# لارا ریزوتو
 لارا ریزوتو (به انگلیسی: Laura Rizzotto) (زاده ۱۸ ژوئیه ۱۹۹۴) خواننده برزیلی-لتونیایی است.
او در یوروویژن ۲۰۱۸ نماینده لتونی بود.

## External links
- وبگاه رسمی